# Diego Irarrázaval
Diego Irarrázaval CSC (* 1942) ist ein chilenischer römisch-katholischer Ordensgeistlicher und Befreiungstheologe.

## Werdegang
Diego Irarrázaval, der 1984 zum Priester geweiht wurde, gehört der Kongregation vom Heiligen Kreuz an. In den 1970er Jahren engagierte er sich für politisch Verfolgte des Regimes von Augusto Pinochet. Nachdem er Chile hatte verlassen müssen, lebte er ab 1975 in Peru. Lange Zeit (bis 2004) war er in Chucuito im peruanischen Hochland als Missionar tätig. Von 1981 bis 2004 leitete er das 1974 von den Maryknoll-Missionaren gegründete Institut für Aymara-Studien (Instituto de Estudios Aymaras, IDEA) in Chucuito. Von 1995 bis 2001 war er Vizepräsident und von 2001 bis 2006 Präsident von EATWOT, der Ökumenischen Vereinigung von Theologinnen und Theologen der Dritten Welt.
Irarrázaval lehrte am religionswissenschaftlichen Institut der Universidad Católica Silva Henríquez (UCSH) in Chile, mit den Schwerpunkten interreligiöser Dialog und Kulturanthropologie. Daneben war er Pfarrvikar in einer Gemeinde in Santiago de Chile (2005–2006).
In seinen Publikationen beschäftigt Irarrázaval sich mit indigener Befreiungstheologie, Theologie der Inkulturation und religionstheologischem Pluralismus. Er ist Mitherausgeber der internationalen theologischen Zeitschrift Concilium.

## Schriften (Auswahl)
- Religión del pobre y liberación. Lima 1978.
- Tradición y porvenir andino. Lima 1992.
- Rito y pensar cristiano. Lima 1993.
- Cultura y fe latinoamericana. Santiago 1994.
- Inculturación. Lima 1998.
- La fiesta. Lima 1998.
- Teología en la fe del pueblo. San José 1999.
- Un cristianismo andino. Quito 1999.
- Audacia evangelizadora. Cochabamba 2001.
- Raíces de la esperanza. Lima 2004.
- Gozar la espiritualidad. Buenos Aires 2004.
- Gozar la ética. Buenos Aires 2005.